# Золотий трикутник (університети)
Імперський коледж

Кінгс-коледж

Лондонська школа економіки та політичних наук

«Золотий трикутник» — термін, що використовують для опису ряду провідних науково-дослідних університетів Великої Британії, що знаходяться в Кембриджі, Лондоні та Оксфорді.
Два кути трикутника утворюють місто Кембридж в особі Кембриджського університету і місто Оксфорд в особі Оксфордського університету. Третім кутом трикутника є Лондон в особі трьох коледжів Лондонського університету — Королівського коледжу Лондона, Лондонської школи економіки та політичних наук, Університетського коледжу Лондона, і Імперського коледжу Лондона, який вийшов зі складу Лондонського університету у 2007 році.